# Anderson (Alaska)
Anderson – miasto w Stanach Zjednoczonych, w stanie Alaska, w okręgu Denali.